# De Waarbeek
Koordinaten: 52° 14′ 39″ N, 6° 48′ 31″ O
De Waarbeek ist ein niederländischer Freizeitpark in Hengelo, Overijssel, der am 20. April 1924 als Theehuis De Waarbeek eröffnet wurde. Mit der Achterbahn Rodelbaan befindet sich die zurzeit zweitälteste, sich noch in Betrieb befindliche Stahlachterbahn der Welt im Park.

## Liste der Achterbahnen

### Bestehende Achterbahnen
| Name             | Typ                           | Hersteller                    | Eröffnungsjahr | Bemerkungen | Weblinks |
| ---------------- | ----------------------------- | ----------------------------- | -------------- | --- | -------- |
| Raptor Adventure | Familienachterbahn            | SBF Visa Group                | 2023           | Wurde ursprünglich 2019 als Panky's Adventure in Speelparadijs Pannenkoekenhuis Voorst eröffnet und befand sich dort bis 2022. |          |
| Rodelbaan        | Familienachterbahn            | Eigenbau                      | 1930           | Nach Montaña Suiza in Parque de Atracciones Monte Igueldo die zweitälteste, sich noch in Betrieb befindliche Stahlachterbahn der Welt. |          |
| Rupsje Mae       | Familienachterbahn, Big Apple | Güven Amusement Rides Factory | 2022           | Ursprünglich 2010 oder 2011 als Crocodile in Güven Lunapark eröffnet und befand sich dort bis 2018, danach von 2019 bis 2021 als Krummel in De Valkenier. Der Name Mae bezieht sich auf den Namen der jüngsten Tochter des Parkeigentümers. |          |

### Geschlossene Achterbahnen
| Name             | Typ                                 | Hersteller    | Eröffnungsjahr | Schließungsjahr | Bemerkungen | Weblinks |
| ---------------- | ----------------------------------- | ------------- | -------------- | --------------- | --- | -------- |
| Goldmine Express | Powered Coaster, Familienachterbahn | CAM Baby Kart | 2020, 2021     | 2020, 2021      | Die Achterbahn gehört dem Schausteller Hendriks-Hinzen. Von 2003 bis 2007 befand die Bahn sich als Mini-Lynet in Fårup Sommerland und seit 2022 als Goldmine Express in Knightly's Funfair. Die Bahn befand sich zweimal in De Waarbeek: einmal im Jahr 2020 und einmal im Jahr 2021. |          |